# Komagataella pseudopastoris
Komagataella pseudopastoris är en svampart som först beskrevs av Dlauchy, Tornai-Leh., Fülöp & G. Péter, och fick sitt nu gällande namn av Kurtzman 2005. Komagataella pseudopastoris ingår i släktet Komagataella och familjen Pichiaceae.   Inga underarter finns listade i Catalogue of Life.